# Dokdo Is Our Land
"Dokdo Is Our Land" (tiếng Hàn: 독도는 우리땅; Romaja: dokdo-neun uriddang; tạm dịch: Dokdo là đất của chúng ta) là một bài hát nhạc pop sáng tác năm 1982 bởi nhạc sĩ Hàn Quốc Park Moon-young và được diễn viên hài Jeong Kwang-tae thể hiện về tranh chấp đảo Liancourt.(tr23)  Bài hát trở nên rất dễ nhận biết ở Hàn Quốc như một biểu tượng của chủ nghĩa dân tộc chống Nhật Bản.

## Lịch sử
"Dokdo Is Our Land" ra mắt lần đầu trong chương trình hài kịch Humor Number One của đài KBS và sáng tác bởi giám đốc sản xuất Kim Woong-rae và Park Moon-young. Trong chương trình, bài hát được thể hiện trước bởi các diễn viên hài Im Ha-ryong, Jang Doo-seok, Kim Jeong-sik và Jeong Kwang-tae và dự định trình diễn một lần. Sau khi phát sóng, Daesung Records đề nghị thu âm bài hát, nhưng mâu thuẫn về lịch trình khiến Jeong là người duy nhất có mặt để thu âm. Bài hát phát hành như một phần của album tổng hợp Funny Songs and Unfunny Songs (tiếng Hàn: 웃기는 노래와 웃기지 않는 노래) vào ngày 20 tháng 6 năm 1982.
Jeong Kwang-tae nhận Giải Nghệ sĩ mới tại KBS Music Awards năm 1983 cho phần trình diễn của mình. Bài hát sau đó bị cấm một thời gian ngắn từ tháng 7 đến tháng 11 năm 1983 bởi nhà độc tài quân sự Chun Doo-hwan vì sợ làm xấu đi mối quan hệ với Nhật Bản trong chuyến thăm của Thủ tướng Nakasone Yasuhiro tới Hàn Quốc trong bối cảnh tranh cãi sách giáo khoa lịch sử Nhật Bản năm 1982.(tr193)

### Tái phát hành và phối lại
Kể từ khi phát hành, "Dokdo Is Our Land" được phối lại và tái phát hành vài lần bởi nhiều nghệ sĩ. Sau sự nổi tiếng của bài hát, album gốc được phát hành lại vào năm sau với tên Dokdo is Our Land. Bài hát làm lại gần nhất vào năm 2012 để kỷ niệm 30 năm phát hành bài hát.
Vào ngày 5 tháng 6 năm 1985, "Dokdo Is Our Land" được phát hành như một phần trong album thứ hai Jeong Gwang-tae Golden (tiếng Hàn: 정광태 골든) của Jeong Gwang-tae. Năm 1996, nhóm nhạc hip-hop Hàn Quốc DJ DOC thu âm lại bài hát và phát hành trong album "Long Live Korea" (tiếng Hàn: 대한민국 만세).

## Ca từ

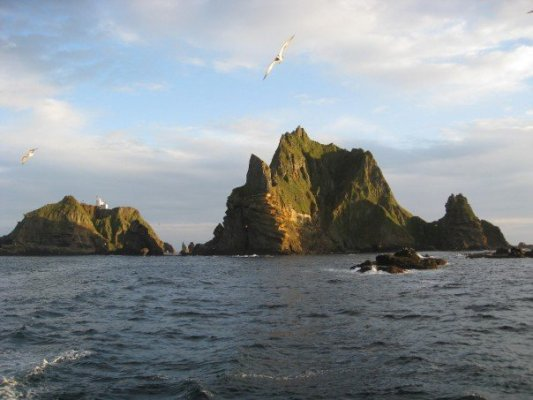
Đảo Liancourt

Ca từ bài hát nói đến các chi tiết khí hậu và địa lý khác của Dokdo, cũng như các tài liệu lịch sử chứng minh yêu sách của Hàn Quốc đối với quần đảo.

## Di sản
Bài hát trở nên rất dễ nhận biết đối với người Hàn Quốc như một giá trị của niềm tự hào dân tộc và cảm nghĩ chống thực dân, thường được thể hiện như bài hát thiếu nhi. Năm 1989, Jeong Kwang-tae không được phép vào Nhật Bản vì bài hát này. Đội bóng chày quốc gia Hàn Quốc được cho là đã trình bày bài hát trước khi thi đấu cùng với các bài hát truyền thống khác của Hàn Quốc tại Bóng chày Cổ điển Thế giới năm 2006.
Bài hát thường được dùng trong flash mob ở Hàn Quốc như một phương tiện để đẩy mạnh quyền của Hàn Quốc đối với quần đảo.(tr104)
Giai điệu bài hát thường được giới học sinh Hàn Quốc sử dụng như một phương tiện học tập để giúp ghi nhớ thông tin. Trong bộ phim điện ảnh Ký sinh trùng năm 2019, một phiên bản thay đổi của bài hát được trình bày bởi Choi Woo-shik và Park So-dam như một phương thức ghi nhớ và lan truyền như meme internet được gọi là "Jessica Jingle". Neon, công ty sản xuất bộ phim,  phát hành bài hát cho người hâm mộ làm nhạc chuông.
Trong cuộc bầu cử lập pháp Hàn Quốc 2020, các phiên bản thay đổi bài hát được Hwang Kyo-ahn thuộc Đảng Tương lai Thống nhất và Song Young-gil thuộc Đảng Dân chủ Đồng hành sử dụng làm bài hát vận động tranh cử.